# David Bek (film)
David Bek (în armeană Դավիթ Բեկ) este un film din 1944 sovietic biografic de aventură și dramatic. Este regizat de Hamo Beknazarian. În rolurile principale au interpretat Hrachia Nersisyan, Avet Avetisyan și Hasmik. Filmul este despre Davit Bek, un nobil armean și revoluționar și se bazează pe romanul David Bek scris de Raffi (Hakob Melik Hakobian) în 1882. 

## Distribuție
- Hrachia Nersisyan ca Davit Bek
- Avet Avetisyan
- Hasmik
- Evgheni Samoilov
- Arus Asryan
- Grigor Avetyan
- L. Zohrabyan
- Murad Kostanyan
- David Malyan
- T. Ayvazyan
- Vaghinak Marguni
- Frunze Dovlatian
- Tatyana Makhmuryan
- L. Shahparonyan
- Vladimir Yershov
- Evgeniy Samoilov
- Lev Sverdlin
- Ivane Perestiani
- Arman Koticyan
- H. Stepanyan
- D. Pogosyan